# 紅尾蝴蝶魚
紅尾蝴蝶魚，又稱黃蝴蝶魚，俗名黃網蝶，為輻鰭魚綱鱸形目蝴蝶魚科的其中一種。

## 分布
本魚分布於西太平洋區，包括菲律賓、印尼、中國南海、東海、日本、台灣、越南、馬來西亞、澳洲北部、新幾內亞、所羅門群島、諾魯、斐濟群島、馬里亞納群島、馬紹爾群島、密克羅尼西亞、帛琉等海域。
该物种的模式产地在安汶岛。

## 深度
水深4至20公尺。

## 特徵
本魚魚體背面為淡褐色，腹面為青灰色，上有許多平行的棕色橫線，及斜向臀鰭方向的斜線互相交錯，造成許多近於菱形的格子，其越往身體後方越小。而約在背鰭鰭條後半部處有塊橘色區域自背鰭延伸至臀鰭處，其前緣略呈弧形。尾鰭上亦有塊弧形橘色帶。具黑色眼帶，在額部亦有一黑斑。背鰭硬棘13枚、軟條22枚；臀鰭硬棘3枚、軟條16至17枚。體長可達14公分。

## 生態
本魚棲息在珊瑚礁區或港灣的外緣珊瑚礁較茂密處，屬肉食性，以底棲小動物為食。

## 經濟利用
色彩鮮豔的觀賞性魚類，不供食用。